# 高信二
高 信二（こう しんじ、1967年4月16日 - ）は、福岡県北九州市八幡東区出身の元プロ野球選手（内野手、右投左打）、野球指導者。
広島東洋カープの一軍ヘッドコーチを経て2021年シーズンより再び二軍監督に就任。

## 経歴
中学の時に野球を始め、東筑高では3年次の1985年に春のセンバツに出場。初戦で天理高に0-2で敗退。高校通算10本塁打。高校同期に桧山泰浩がいる。
1985年のプロ野球ドラフト会議で広島東洋カープから2位指名を受け入団。
1988年に一軍初出場を果たし、その後も守備の名手として活躍した。
1991年10月13日の阪神タイガース戦ではスタメン出場しサードを守っていた。高い守備能力と比較して打撃は非力で通算本塁打はわずか3本であるが、プロ初本塁打は佐々木主浩（横浜）から放った。打席数こそ多くはなかったが、貴重な左の代打や守備固めなどユーティリティープレイヤーとしてチームに貢献した。
1998年限りで現役を引退した。事前に引退の報道やセレモニーなどの予定はなく、試合終了後、かろうじて電光掲示板で引退が発表されたにもかかわらず、広島市民球場の正面玄関には多くのファンが押し寄せ、高の突然の引退を惜しんで名前を連呼していた。チーム内の人望も厚く、引退試合では、試合後のロッカーに前田智徳から花束が届けられていたという。
引退後はチームスタッフを経て二軍コーチに就任。
2003年に一軍内野守備走塁コーチに就任。
2011年は監督の采配をサポートする一軍野手チーフコーチに起用された。同年6月26日、監督の野村謙二郎が審判への暴力行為で2試合の出場停止となり、代わりに高が6月28日・29日の対阪神戦で監督代行を務めた（戦績は1勝1敗）。
2015年には二軍監督に就任した。
2016年からは一軍ヘッドコーチに就任し、2016年と2017年、2018年のリーグ三連覇に貢献した。監督の緒方孝市は「判断に迷うような時、高さんがいると安心できる」と語っている。

## 人物
週刊ベースボールのインタビューで､女性にも人気があった高に対し「バレンタインデーに欲しいものがありますか?」という問に他の選手はいろいろ商品をあげていた中、「特に欲しいものはないです。その人の心がこもっているものならば、それにかなうものはありません」と語った。
小学生時代から習っていた珠算では2段の段位を持っており、選手時代のシーズンオフに出演した12球団の選手対抗クイズ番組で出題された、ほぼ全員が計算すら諦めるような暗算問題をただ一人自信を持って回答し正解したこともあった。
自軍の選手が故意死球を受けると激怒し、相手に向かっていこうとすることが多く、コーチや選手に止められることがある。
また、選手からは「高ヘッドが一番怖い」という声が上がるなど、指導力に定評がある。

## 詳細情報

### 年度別打撃成績
| 年 度      | 球 団      | 試 合 | 打 席 | 打 数 | 得 点 | 安 打 | 二 塁 打 | 三 塁 打 | 本 塁 打 | 塁 打 | 打 点 | 盗 塁 | 盗 塁 死 | 犠 打 | 犠 飛 | 四 球 | 敬 遠 | 死 球 | 三 振 | 併 殺 打 | 打 率 | 出 塁 率 | 長 打 率 | O P S |
| ---------- | ---------- | ----- | ----- | ----- | ----- | ----- | -------- | -------- | -------- | ----- | ----- | ----- | -------- | ----- | ----- | ----- | ----- | ----- | ----- | -------- | ----- | -------- | -------- | ----- |
| 1988       | 広島       | 83    | 151   | 127   | 8     | 27    | 2        | 1        | 0        | 31    | 6     | 2     | 0        | 12    | 0     | 10    | 0     | 2     | 34    | 2        | .213  | .281     | .244     | .525  |
| 1989       | 広島       | 33    | 16    | 15    | 5     | 2     | 0        | 0        | 0        | 2     | 0     | 1     | 0        | 0     | 0     | 1     | 0     | 0     | 4     | 0        | .133  | .188     | .133     | .321  |
| 1990       | 広島       | 64    | 73    | 67    | 9     | 19    | 4        | 0        | 0        | 23    | 6     | 0     | 1        | 4     | 0     | 2     | 0     | 0     | 9     | 2        | .284  | .304     | .343     | .648  |
| 1991       | 広島       | 71    | 42    | 40    | 8     | 8     | 3        | 0        | 0        | 11    | 4     | 1     | 0        | 2     | 0     | 0     | 0     | 0     | 8     | 0        | .200  | .200     | .275     | .475  |
| 1992       | 広島       | 83    | 46    | 40    | 7     | 12    | 2        | 1        | 2        | 22    | 6     | 0     | 1        | 3     | 0     | 2     | 0     | 1     | 7     | 0        | .300  | .349     | .550     | .899  |
| 1993       | 広島       | 79    | 80    | 72    | 6     | 18    | 2        | 0        | 0        | 20    | 5     | 1     | 0        | 3     | 1     | 3     | 0     | 1     | 13    | 1        | .250  | .286     | .278     | .563  |
| 1994       | 広島       | 60    | 49    | 40    | 3     | 6     | 2        | 0        | 1        | 11    | 5     | 1     | 0        | 5     | 0     | 4     | 0     | 0     | 5     | 0        | .150  | .227     | .275     | .502  |
| 1995       | 広島       | 39    | 42    | 37    | 5     | 14    | 3        | 1        | 0        | 19    | 4     | 1     | 0        | 2     | 0     | 3     | 0     | 0     | 6     | 1        | .378  | .425     | .514     | .939  |
| 1996       | 広島       | 78    | 104   | 90    | 7     | 23    | 4        | 0        | 0        | 27    | 8     | 1     | 0        | 5     | 1     | 8     | 1     | 0     | 16    | 1        | .256  | .313     | .300     | .613  |
| 1997       | 広島       | 45    | 42    | 33    | 4     | 2     | 0        | 0        | 0        | 2     | 2     | 0     | 0        | 2     | 0     | 6     | 1     | 1     | 5     | 1        | .061  | .225     | .061     | .286  |
| 1998       | 広島       | 33    | 36    | 30    | 2     | 8     | 1        | 0        | 0        | 9     | 4     | 0     | 0        | 3     | 0     | 3     | 0     | 0     | 4     | 0        | .267  | .333     | .300     | .633  |
| 通算：11年 | 通算：11年 | 668   | 681   | 591   | 64    | 139   | 23       | 3        | 3        | 177   | 50    | 8     | 2        | 41    | 2     | 42    | 2     | 5     | 111   | 8        | .235  | .291     | .299     | .590  |

### 記録
初記録
- 初出場：1988年4月17日、対ヤクルトスワローズ2回戦（広島市民球場）、3回裏に紀藤真琴の代打で出場
- 初打席・初安打：同上、3回裏に荒木大輔から
- 初先発出場：1988年5月12日、対ヤクルトスワローズ5回戦（明治神宮野球場）、7番・二塁手として先発出場
- 初打点：1988年5月18日、対読売ジャイアンツ8回戦（平和台球場）、6回表にビル・ガリクソンから
- 初本塁打：1992年5月25日、対横浜大洋ホエールズ11回戦（横浜スタジアム）、12回表に佐々木主浩から2ラン

### 背番号
- 30（1986年 - 1990年）
- 0（1991年 - 1998年）
- 77（1999年 - 2009年）
- 71（2010年 - ）